# ریوتا یاماگوچی
ریوتا یاماگوچی (انگلیسی: Ryōta Yamaguchi؛ زادهٔ ۲ مارس ۱۹۶۹) فیلم‌نامه‌نویس اهل ژاپن است.